# Jardín de los Campos Elíseos (París)

Plano del jardín de los Campos Elíseos.

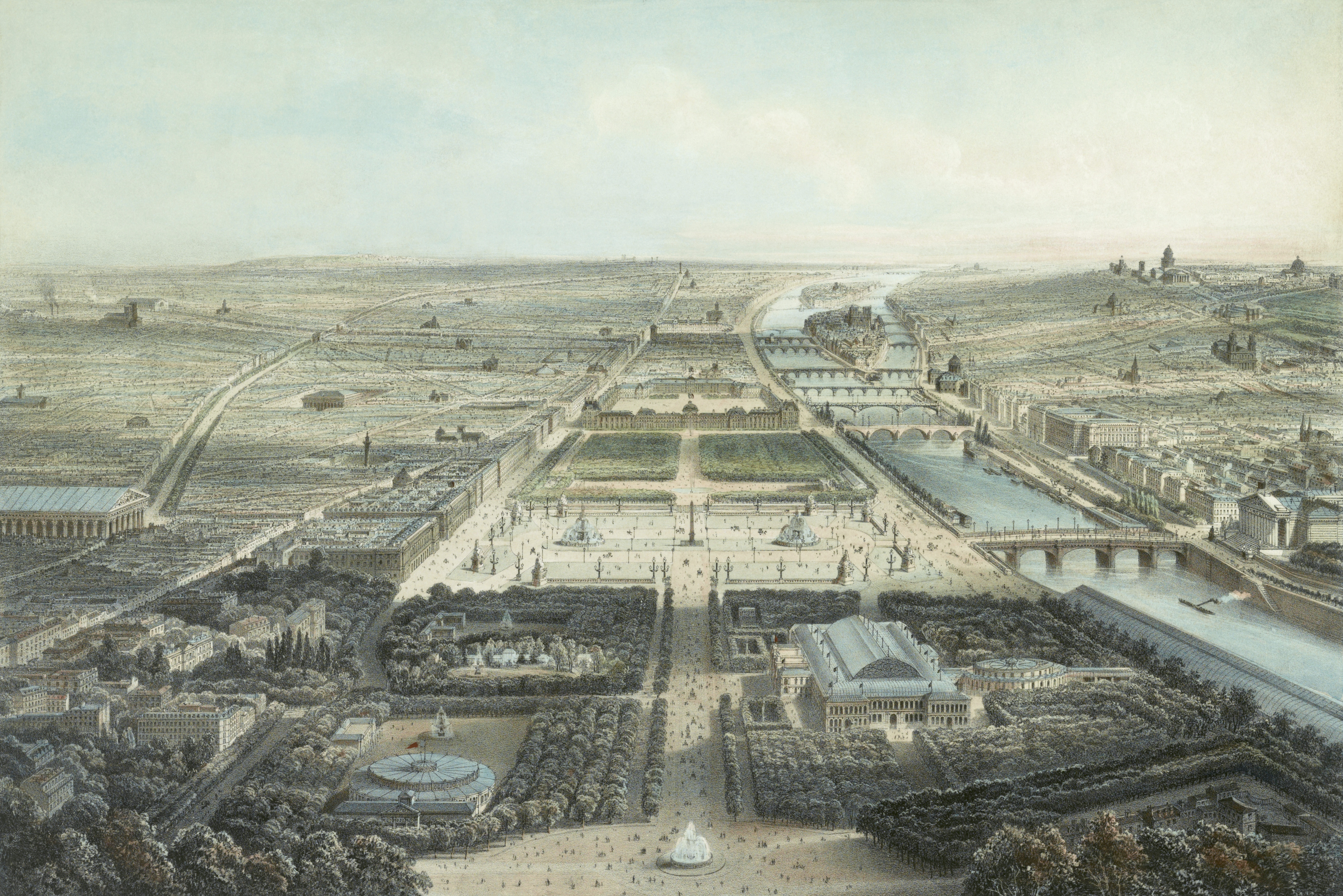
Vista del jardín de los Campos Elíseos en la década de 1860, mirando hacia la Place de la Concorde desde el Rond-point.

El jardín de los Campos Elíseos (en francés: jardin des Champs-Élysées) es un parque público situado en el Distrito VIII de París (Francia). Ocupa 13.7 hectáreas y está situado a ambos lados de la avenida de los Campos Elíseos, entre la Place de la Concorde al este y el Rond-point des Champs-Élysées al oeste y entre la Avenue Gabriel al norte y el río Sena al sur. Incluye dentro de sus límites el Grand Palais y el Petit Palais, así como un teatro y otros edificios. Fue uno de los primeros parques de la ciudad, trazado por André Le Nôtre en 1667, y albergó la Exposición Universal de 1855 y una parte importante de la Exposición Universal de 1900, para la que se construyeron el Grand Palais y el Petit Palais.

## Historia

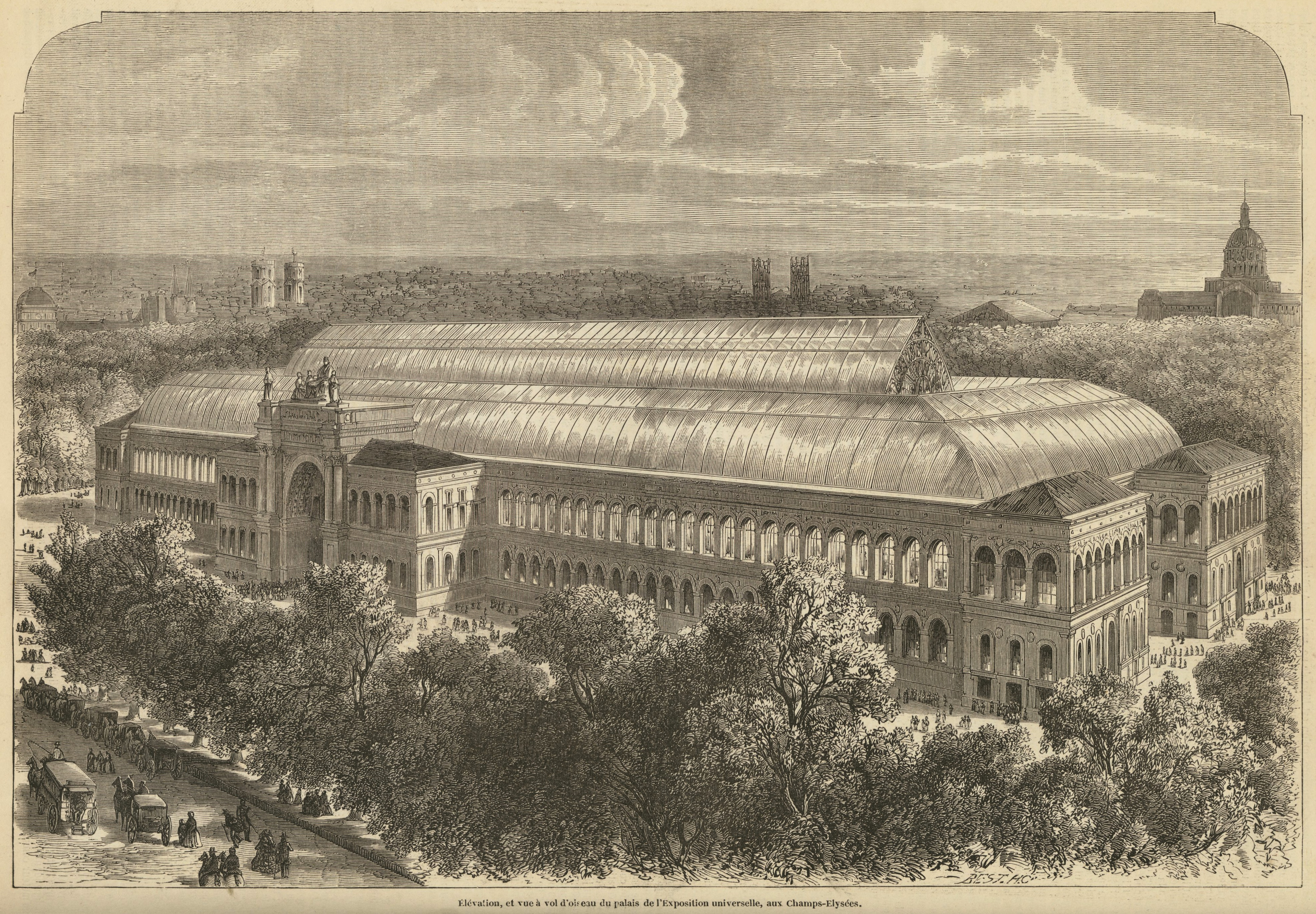
El Palacio de la Industria, construido para la Exposición Universal de 1855, fue diseñado para ser más grande que el Crystal Palace de Londres. Se mantuvo en pie hasta 1897, cuando fue demolido y sustituido por el Grand Palais.

Los jardines fueron diseñados originalmente en 1667 por André Le Nôtre como una ampliación del jardín de las Tullerías, los jardines del Palacio de las Tullerías. Le Nôtre diseñó un ancho paseo rectilíneo entre el palacio y el actual Rond-point, bordeado por dos hileras de olmos a cada lado y por parterres simétricos del estilo de un jardín francés. El jardín fue rediseñado en 1765 en ese mismo estilo por Abel-François Poisson, marqués de Marigny, el hermano de Madame de Pompadour y director general de los edificios reales. La propia avenida fue prolongada hasta la Place de l'Étoile en 1710 y posteriormente, en 1774, hasta la actual Porte Maillot.
Tras la Revolución francesa se trasladaron dos estatuas ecuestres, fabricadas en 1745 por Nicolas y Tuillaume Coustou, del antiguo Castillo de Marly al inicio del bulevar. Tras la caída de Napoleón y la restauración de la monarquía francesa, los jardines tuvieron que ser plantados de nuevo porque los ejércitos de ocupación de rusos, ingleses y prusianos habían acampado en el parque y usado los árboles como leña.
En 1834, durante el reinado de Luis Felipe I, el arquitecto Jacques Hittorff recibió el encargo de rediseñar la Place de la Concorde y los jardines de los Campos Elíseos. Hittorff mantuvo esencialmente intactos los jardines formales y los parterres, pero transformó el jardín en una especie de parque de atracciones al aire libre con una cafetería de verano, el Alcazar d'été; dos restaurantes, el Ledoyen y el Restaurant de l'Horloge; un teatro, el Lacaze; el Panorama, construido en 1839, donde se exponían grandes cuadros históricos; y el Cirque d'Été (1841), un gran sala para actuaciones de teatro, musicales y circos. También instaló varias fuentes ornamentales alrededor del parque, todas las cuales están todavía en su lugar.

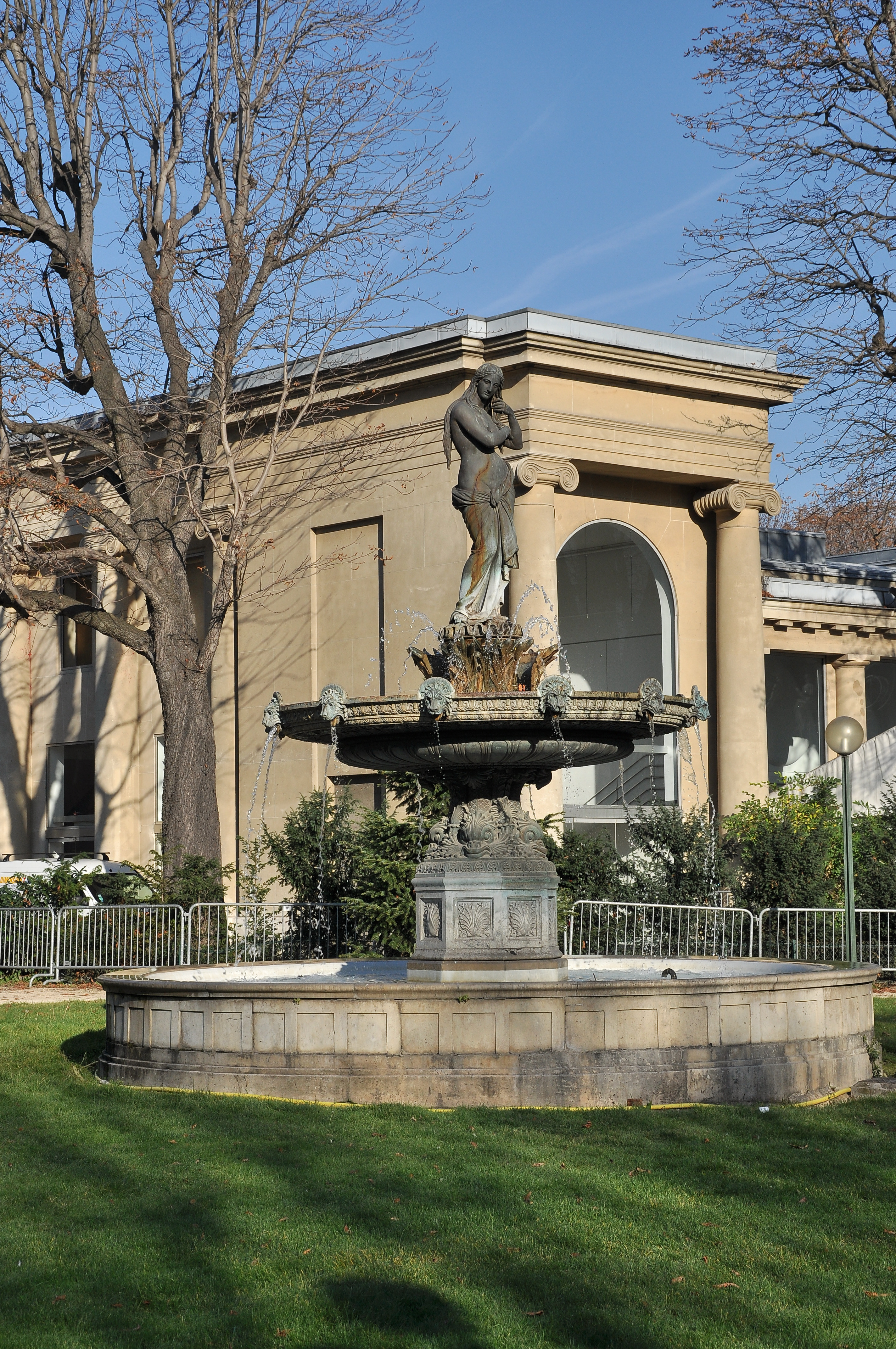
La Fuente de los Embajadores, también conocida como Fuente de Venus, una de las tres fuentes monumentales que se conservan de la reconstrucción del jardín por Jacques Hittorff en 1840.

En 1855 el emperador Napoleón III escogió el parque para que fuera la sede de la primera gran exposición internacional que se celebraría en París, la Exposición Universal de 1855. En el parque se encontraba el Palacio de la Industria, una enorme sala de exposiciones que tenía unos 30 000 m² y estaba situada donde en la actualidad se encuentra el Grand Palais.
En 1858, tras la Exposición, el prefecto del emperador en París, Georges-Eugène Haussmann, hizo que los jardines fueran transformados de un jardín formal francés a un pintoresco jardín inglés, con arboledas, parterres y senderos sinuosos. Las hileras de olmos, que estaban en un mal estado de salud, fueron sustituidas por hileras de castaños.

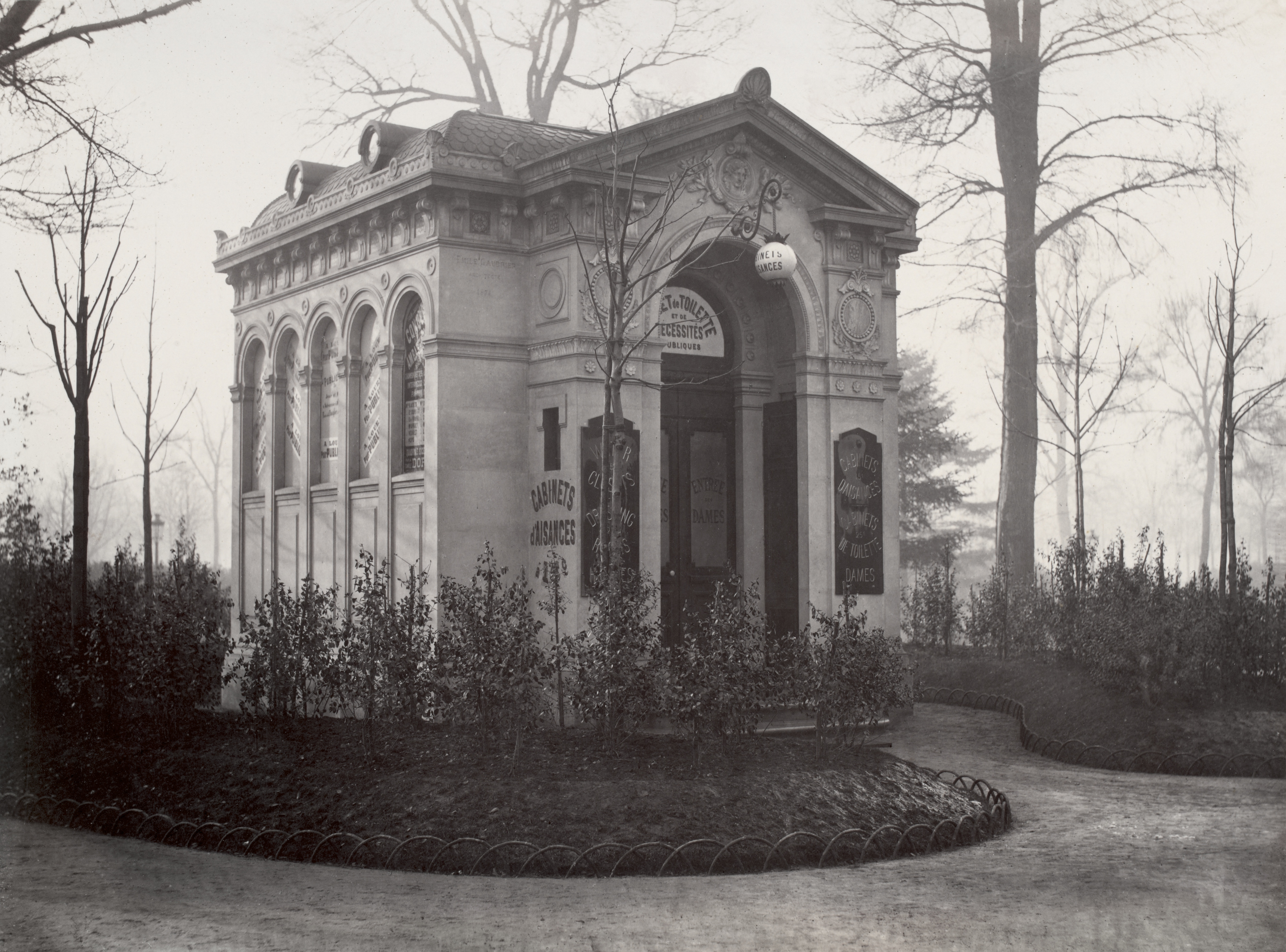
Un nuevo «chalé de necesidad» o aseo público en el jardín de los Campos Elíseos fotografiado por Charles Marville en 1865.

El jardín fue uno de los primeros parques de París que tuvo aseos públicos monumentales e higiénicos, diseñados específicamente para el parque por el arquitecto municipal Gabriel Davioud y llamados Chalets de Toilette et de Necessités publiques o «chalés de aseo y de necesidades públicas». Uno de ellos fue inmortalizado por el fotógrafo urbano Charles Marville en 1865.
El parque sirvió de nuevo como sede de la Exposición Universal de 1900, albergando el Grand Palais y el Petit Palais. También se convirtió en sede de un nuevo teatro panorámico, diseñado en 1858 por Gabriel Davioud, el arquitecto jefe de Napoleón III, para exponer grandes cuadros panorámicos históricos. Ese edificio se convirtió en 1893 en el Palais de Glace o «palacio de hielo», y posteriormente, después de la Segunda Guerra Mundial, en un teatro dramático, el Théâtre du Rond-Point, que se especializó en las nuevas obras francesas. En 1883 se construyó el Teatro Marigny, diseñado por Charles Garnier, el arquitecto de la Ópera de París, también concebido para exponer cuadros panorámicos, que en 1894 fue transformado en un teatro musical.
El parque ha desempeñado un papel memorable en la literatura francesa: en las novelas de Marcel Proust es el lugar en el que el joven narrador conoció a su primer amor, Gilberte.

## Descripción

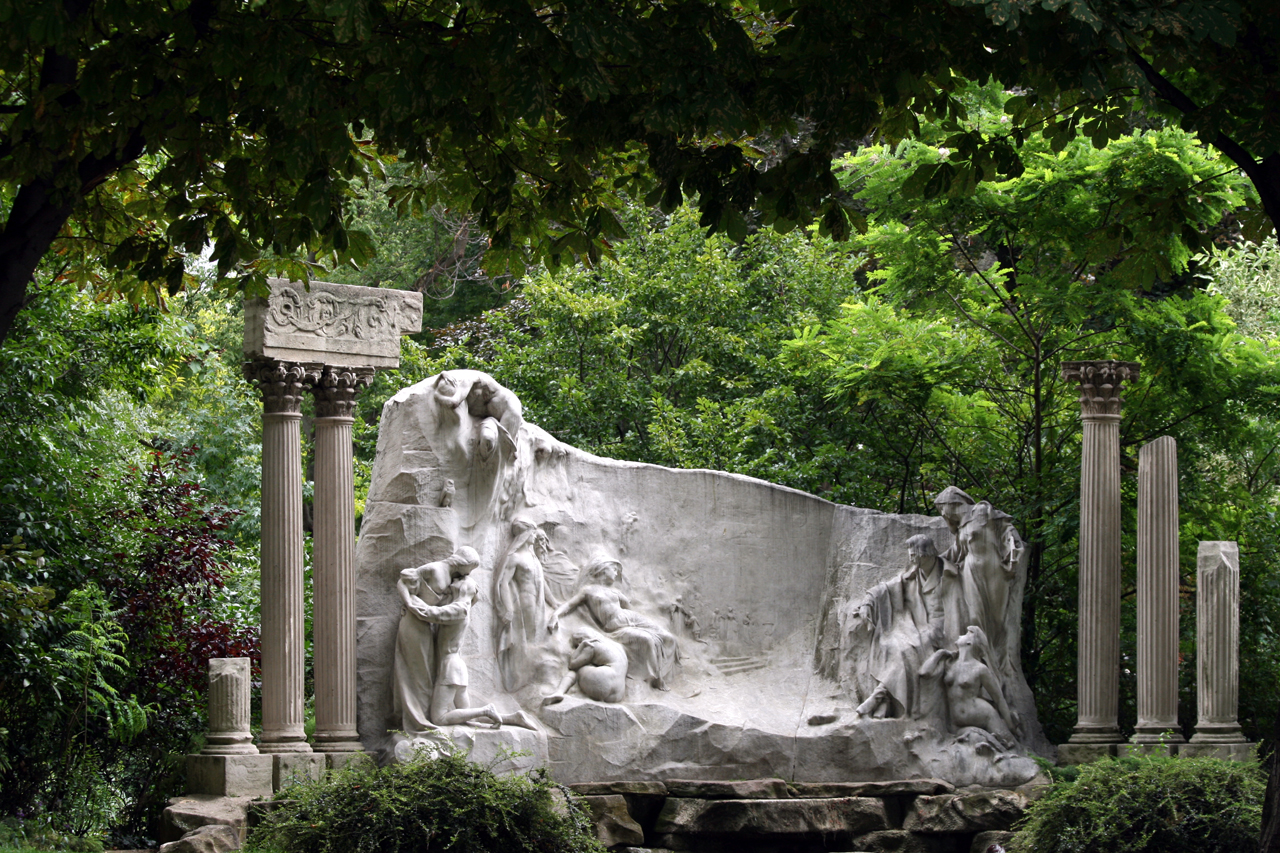
El sueño del poeta (1910), un monumento al poeta francés Alfred de Musset situado en el jardín Vallée Suisse.

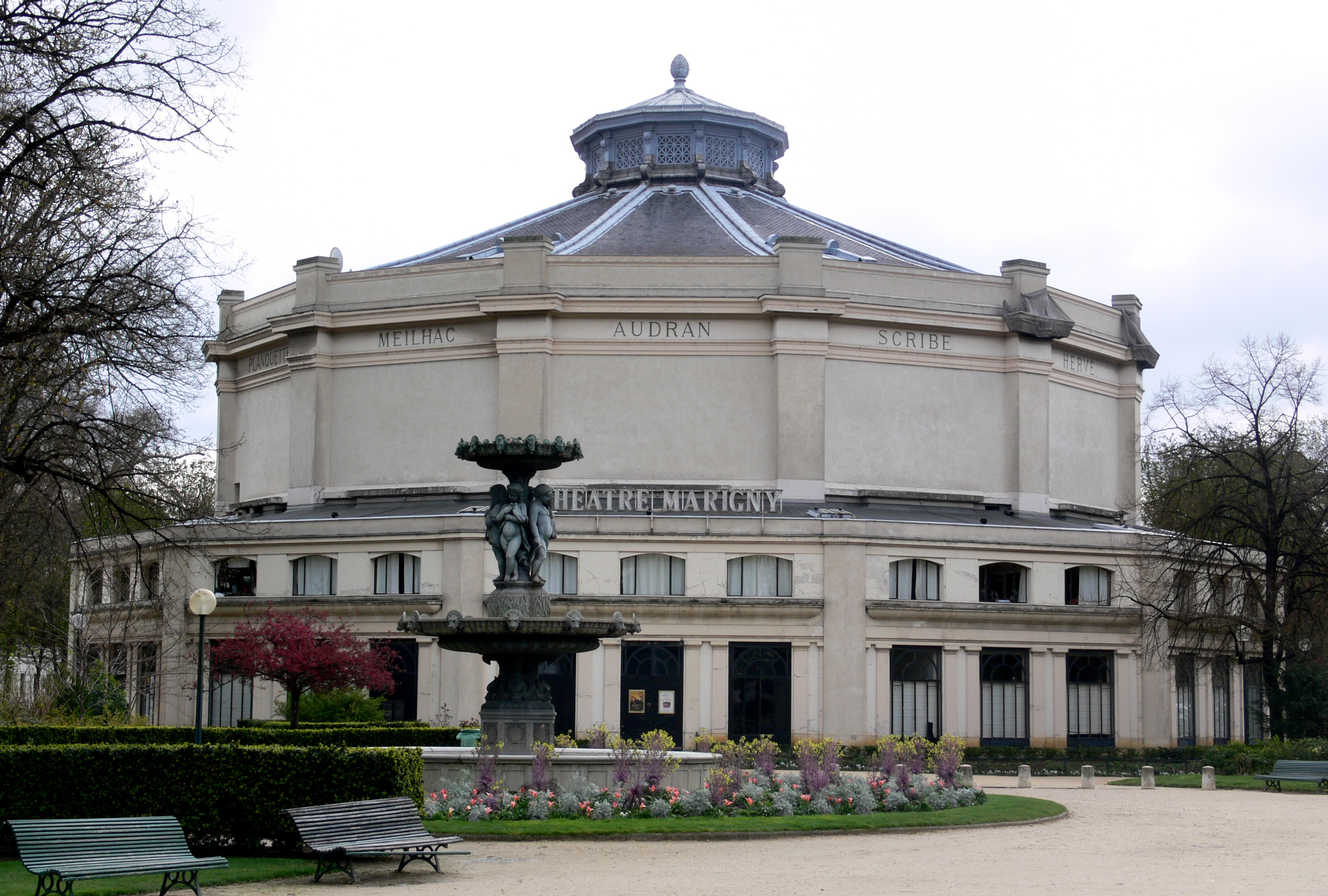
El Teatro Marigny, diseñado en 1883 por Charles Garnier, el arquitecto de la Ópera de París.

En la actualidad, el parque está dividido en dos por una de las arterias con más tráfico de París, la avenida de los Campos Elíseos, pero aun así consigue proporcionar rincones tranquilos para la calma, la reflexión y la apreciación de la naturaleza. El rincón más remoto y silencioso del parque se encuentra en el suroeste, a lo largo de la Avenue Franklin D. Roosevelt y entre el Grand Palais y el Cours-la-Reine. Esta sección del parque se llama Vallée Suisse o «valle suizo», que tiene un arroyo que pasa bajo un sauce llorón y ofrece una selección de árboles antiguos y exóticos. Otro pequeño jardín tranquilo con una fuente, la Square Jean Perrin, se encuentra justo al norte del Grand Palais y del Palais de la Découverte, junto a la Avenue du Général Eisenhower.
Entre los edificios del parque están:
- El Théâtre du Rond-Point. Construido originalmente por el arquitecto Gabriel Davioud como el Panorama Nacional para mostrar cuadros históricos a gran escala, se convirtió en el Palais de Glace o «palacio de hielo» en 1893, y posteriormente en un teatro dramático después de la Segunda Guerra Mundial.
- El Grand Palais y el Palais de la Découverte, dentro del mismo edificio.
- El Petit Palais.
- El restaurante Ledoyen.
- El restaurante Laurent.
- El Teatro Marigny, construido en 1883 por el arquitecto Charles Garnier para exponer cuadros panorámicos históricos a gran escala y transformado en un teatro musical en 1894.
- El Espace Cardin, un teatro inaugurado en 1971.

El parque también contiene muchas estatuas y monumentos, incluidas las esculturas del poeta y escritor Alfred de Musset, realizada por Alphonse Moncel (1910); de Alphonse Daudet, por Saint-Marceaux (1902); del explorador Jacques Cartier; de Georges Clemenceau, por François Cogné (1932); de Jean Moulin, por George Jeanclos (1984); de Georges Pompidou, por Louis Derbré (1984); y de Winston Churchill y Charles de Gaulle. Uno de los monumentos más recientes del parque es una estatua del diseñador de moda Pierre Cardin realizada por el escultor Andrei Kovalchuk, colocada cerca del Carré des Ambassadeurs en 2011.